# Baba O'Riley
〈Baba O'Riley〉是英国摇滚乐队谁人乐队的一首歌曲，收录于乐队第五张录音室专辑《下一個是誰》。歌曲由乐队吉他手和主要词曲作家皮特·汤申德创作。最初，歌曲是为乐队未完成的摇滚歌剧《Lifehouse》创作的。在歌剧计划流产后，歌曲被重新剪辑，成为《下一個是誰》的曲目之一。歌曲的标题指的是印度精神导师美赫·巴巴与美国简约主义词曲作家特里·赖利。
2021年，歌曲被《滾石》杂志评为“五百大歌曲”第159位，并被广泛应用于电视节目和电影中，包括《CSI犯罪現場：紐約》和《怪奇物語》预告片等。此外，歌曲在一些体育赛事亦被使用。

## 背景与创作
〈Baba O'Riley〉由乐队吉他手和主要词曲作家皮特·汤申德为他的摇滚歌剧《Lifehouse》创作。歌曲与《Lifehouse》中一个名为雷（Ray）的苏格兰农民有关。当《Lifehouse》宣布流产后，〈Baba O'Riley〉被重新打捞，成为乐队第五张录音室专辑《下一個是誰》的一部分。歌曲的标题指的是印度精神导师美赫·巴巴与美国简约主义词曲作家特里·赖利。
根据汤申德的说法，在乐队1969年怀特岛音乐节表演后，场地里遍地都是粉丝留下的垃圾，这一场景给了歌词“teenage wasteland”灵感。在另一个采访中，汤申德称歌曲的灵感也源自“胡士托音樂節中那些很凄惨的青少年，很多观众嗑药后精神恍惚，20人还得了脑损伤。但讽刺的是许多听众把这首歌当成是一种庆祝青春：『Teenage Wasteland, yes! We're all wasted!』”

## 制作与录制
〈Baba O'Riley〉中反复出现的音符组（固定音型）是从《Lifehouse》的概念中衍生出来的。在这个概念中，汤申德希望将美赫·巴巴的生命体征和个性输入合成器，然后根据这些数据生成音乐。当这个想法未能实现时，汤申德转而使用了一台Lowrey风琴，通过其马林巴重复功能来生成这些音符。
〈Baba O'Riley〉最初的长度是30分钟，但为了放入专辑中，歌曲最终被剪辑，以突出重点。而歌曲重制的樣本唱片长度则为9分钟。

## 专业评价
2021年，《滾石》推出的“五百大歌曲”将〈Baba O'Riley〉排在第159名。歌曲亦被摇滚名人堂列为500大塑造摇滚乐的歌曲。2012年，《Paste》将歌曲评为谁人乐队20大最佳歌曲的第二名。2022年，《滾石》将歌曲列为谁人乐队50大最佳歌曲第6名。

## 现场表演

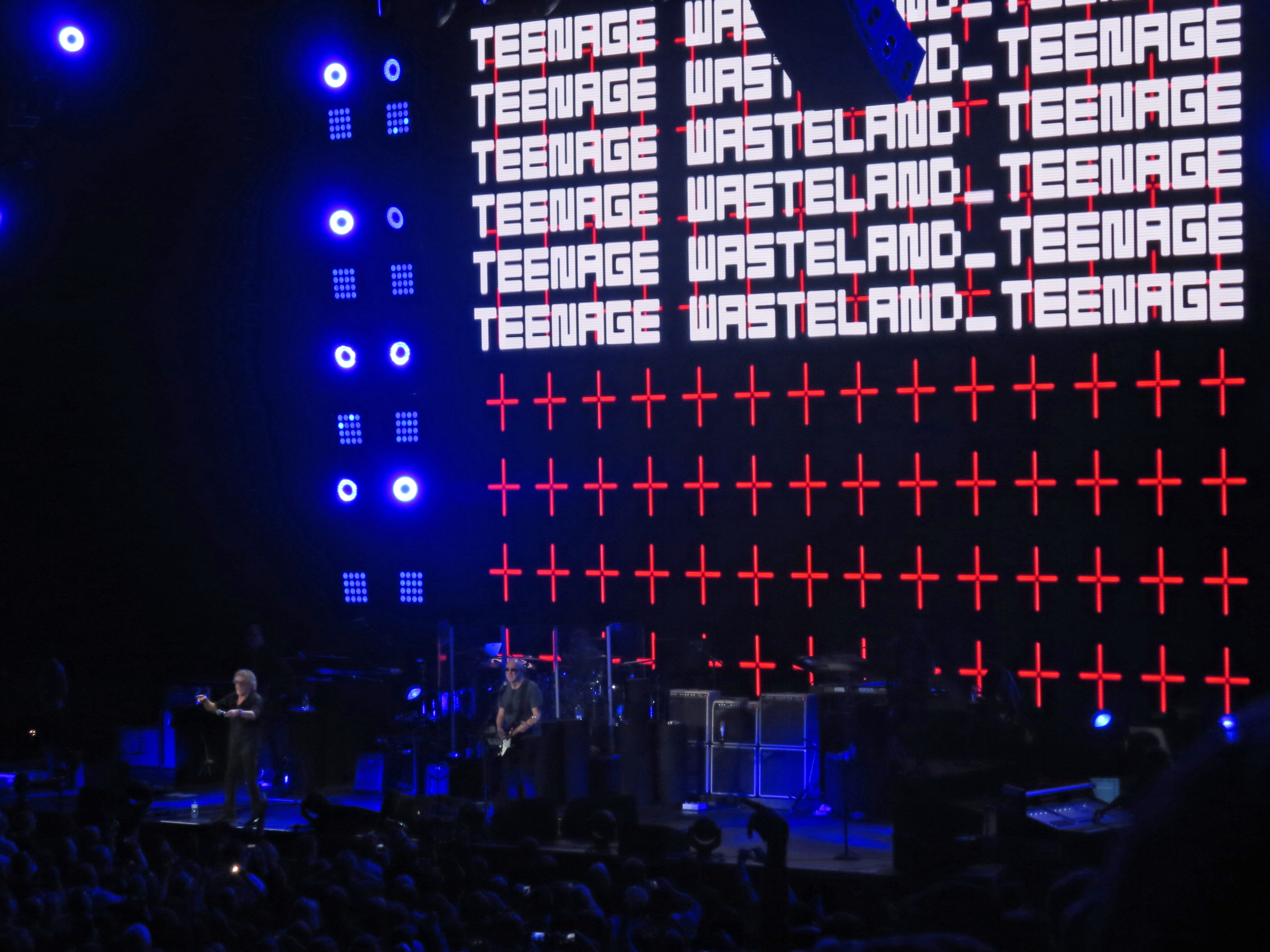
歌曲的歌词“Teenage Wasteland”出现在谁人乐队2015年演唱会的电子屏幕上

2001年10月，谁人乐队在the Concert for New York City现场表演了〈Baba O'Riley〉，并获得了好评。
在2012年夏季奥林匹克运动会的开幕式和闭幕式中，威尔士电子音乐制作人High Contrast创作的120拍每分钟的舞曲〈The Road Goes on Forever〉被用作倒计时音乐，这首曲子取樣自〈Baba O'Riley〉。在闭幕式的最后一个音乐环节中，谁人乐队演唱了〈Baba O'Riley〉，罗杰·多特里在演唱时将歌词改为“Don't cry/Just raise your eye/There's more than teenage wasteland”。

## 翻唱版本与外界使用
〈Baba O'Riley〉被用《CSI犯罪現場：紐約》用作其主题曲。歌曲亦在《籃球兄弟》第4季第13集〈Pictures of You〉中使用。收录于专辑《Who's Last》的歌曲现场版本被《邁阿密風雲》第二季的〈Out Where the Buses Don't Run〉一集使用。歌曲亦被用于电影《史努比 The Peanuts Movie》和《怪奇物語》的第三季预告片中。 此外，《超感8人組》的第一季〈W. W. N. Double D?〉一集中，赖利的父亲亦演唱了这首歌曲。《70年代秀》的一集名为“Teenage Wasteland”，引用了歌曲重复的歌词。
从2003年起，〈Baba O'Riley〉会在每次于加密货币网体育馆举行的主場比賽介绍洛杉矶湖人的成员时播放。歌曲也在终极格斗冠军赛现场活动开始前播放，用于回顾展示一些著名的综合格斗精彩片段。
珍珠果酱乐队经常在他们的演唱会中翻唱歌曲，《滾石》的读者投票将其选为“最佳现场翻唱歌曲”第8名。
2013年，1世代歌曲〈絕代好歌〉在Twitter上被认为与〈Baba O'Riley〉的基本结构类似。但汤申德否认将对1世代提起诉讼，并表示很高兴1世代能被谁人乐队影响，就像他当年被如艾迪·科克兰这类前辈影响一样。

## 制作人员

### 谁人乐队
- 罗杰·多特里 – 主唱
- 皮特·汤申德 – Lowrey风琴（英语：Lowrey organ）、钢琴、吉他、辅助演唱
- 約翰·恩特維斯托 – 低音吉他
- 凱思·穆恩 – 鼓

### 其他人员
- 戴夫·阿勃丝（英语：East of Eden (band)） – 小提琴

## 榜单
| 榜单（1972年）           | 最高 排位 |
| ------------------------ | --------- |
| 澳大利亚（肯特音乐报告） | 80        |
| 荷兰（荷蘭四十強單曲榜） | 13        |
| 荷兰（百强单曲榜）       | 11        |

| 榜单（2012年）                   | 最高 排位 |
| -------------------------------- | --------- |
| 法国（法國唱片出版業公會單曲榜） | 200       |
| 英國（官方榜单公司單曲榜）       | 55        |

## 认证与销量
| 地區                         | 认证 | 认证单位/销量 |
| ---------------------------- | ---- | ------------- |
| 意大利（意大利音乐产业联盟） | 白金 | 50,000‡       |
| 英国（英国唱片业协会）       | 白金 | 600,000‡      |
| ‡僅含認證的+實際銷量         |      |               |